# قائمة أعمال نور الشريف

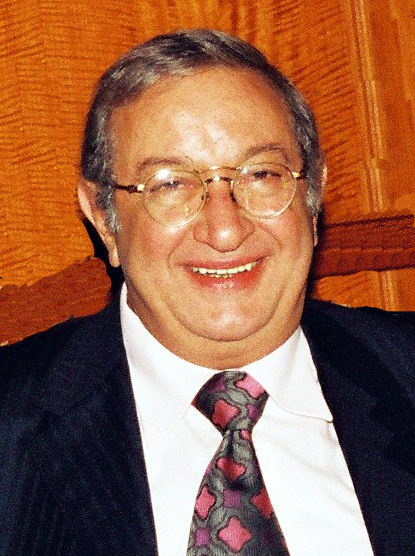
نور الشريف في لندن في ديسمبر 2008.

محمد جابر محمد عبد الله والشهير باسم نور الشريف (28 أبريل، 1946 – 11 أغسطس، 2015 ) هو ممثل مصري، إشتهر بتقديم العديد من الأعمال السينمائية والتلفزيونية وكذلك علي المسرح، بدأ حياته الفنية عام 1967 عقب تخرجه من المعهد العالي للفنون المسرحية وكان الأول علي دفعته، وتوفي في يوم الثلاثاء الموافق 11 أغسطس 2015 بعد صراع طويل مع المرض عن عمر يناهز 69 عامًا.
هذه قائمة بمعظم الأعمال التي شارك بها نور الشريف طوال مشواره الفني.

## الأفلام

### عقد 2010
- 2015 : بتوقيت القاهرة

### عقد 2000
- 2008 : مسجون ترانزيت
- 2008 : ليلة البيبي دول
- 2006 : عمارة يعقوبيان
- 2005 : دم الغزال
- 2002 : اختفاء جعفر المصري
- 2001 : أولى ثانوي
- 2001 : العاشقان
- 2000 : الكلام في الممنوع

### عقد التسعينات
- 1997 : عيش الغراب
- 1997 : عفريت النهار
- 1997 : المصير
- 1996 : الزمن والكلاب
- 1996 : الهروب إلى القمة
- 1995 : خيط أبيض خيط أسود
- 1995 : ليلة ساخنة
- 1994 : الطيب والشرس والجميلة
- 1993 : الرقص مع الشيطان
- 1993 : 131 أشغال
- 1993 : أقوى الرجال
- 1993 : كروانة
- 1993 : لهيب الانتقام
- 1992 : عيون الصقر
- 1992 : ناجي العلي
- 1992 : لعبة الانتقام
- 1992 : دماء على الأسفلت
- 1991 : الصرخة
- 1991 : الظاهر بيبرس
- 1991 : البحث عن سيد مرزوق
- 1990 : ليل وخونة

### عقد الثمانينات
- 1989 : عنبر الموت
- 1989 : أيام الغضب
- 1989 : الفتى الشرير
- 1989 : صراع الأحفاد
- 1989 : الظالم والمظلوم
- 1989 : الحقونا
- 1989 : قلب الليل
- 1989 : كتيبة الإعدام
- 1988 : كل هذا الحب
- 1988 : أصدقاء الشيطان
- 1987 : قاهر الزمن
- 1987 : ضربة معلم
- 1987 : زمن حاتم زهران
- 1987 : جري الوحوش
- 1987 : بئر الخيانة
- 1987 : سكة سفر
- 1987 : الوحل
- 1986 : وصمة عار
- 1986 : كلمة السر
- 1986 : عصفور الشرق
- 1986 : عصر الذئاب
- 1986 : السكاكيني
- 1986 : القطار
- 1986 : جذور في الهواء
- 1986 : أجراس الخطر
- 1986 : الهروب من الخانكة
- 1985 : الحكم آخر الجلسة
- 1985 : انحراف
- 1985 : عسل الحب المر
- 1985 : الصعاليك
- 1985 : الزمار
- 1985 : المطارد
- 1984 : عندما يبكي الرجال
- 1984 : شوارع من نار
- 1984 : اللعنة
- 1984 : بيت القاضي
- 1984 : آخر الرجال المحترمين
- 1983 : يا ما انت كريم يارب
- 1983 : الذئاب
- 1982 : سواق الأتوبيس
- 1982 : أرزاق يا دنيا
- 1982 : العار
- 1982 : السفاحين
- 1982 : حدوتة مصرية
- 1982 : بريق عينيك
- 1982 : غريب في بيتي
- 1982 : الغيرة القاتلة
- 1982 : الطاووس
- 1981 : أهل القمة
- 1981 : فتوات بولاق
- 1981 : لن أغفر أبدًا
- 1981 : الشيطان يعظ
- 1980 : الرغبة
- 1980 : إعدام طالب ثانوي
- 1980 : أين تخبئون الشمس
- 1980 : لست شيطانا ولا ملاكا
- 1980 : ضربة شمس
- 1980 : سنوات الانتقام
- 1980 : الحب وحده لا يكفي
- 1980 : تحدي الأقوياء
- 1980 : حبيبي دائمًا

### عقد السبعينات
- 1979 : مع سبق الإصرار
- 1979 : لا تبكي ياحبيب العمر
- 1979 : يمهل ولا يهمل
- 1978 : رحلة داخل امرأة
- 1978 : ابتسامة واحدة تكفي
- 1978 : البعض يذهب للمأذون مرتين
- 1978 : ضاع العمر يا ولدي
- 1978 : الاعتراف الأخير
- 1978 : بدون زواج أفضل
- 1978 : المرأة الأخرى
- 1978 : الأقمر
- 1977 : ابنتي والذئب
- 1977 : سونيا والمجنون
- 1977 : الشياطين
- 1977 : مارد الجبل
- 1977 : همسات الليل
- 1977 : قطة على نار
- 1977 : فتاة تبحث عن الحب
- 1977 : ميعاد مع سوسو
- 1976 : توحيده
- 1976 : دائرة الانتقام
- 1976 : وعادت الحياة
- 1976 : الكل يحب
- 1976 : الراعية الحسناء
- 1976 : الدموع الساخنة
- 1976 : المنحرفون
- 1976 : لقاء هناك
- 1976 : لا وقت للدموع
- 1976 : العاشقات
- 1976 : شلة الأنس
- 1975 : صابرين
- 1975 : امرأتان
- 1975 : ألو.. أنا القطة
- 1975 : لقاء مع الماضي
- 1975 : يوم الأحد الدامي
- 1975 : بائعة الحب
- 1975 : شهيرة
- 1975 : الأنثى والذئاب
- 1975 : لا شيء يهم
- 1975 : الكل عاوز يحب
- 1975 : الضحايا
- 1975 : شقة في وسط البلد
- 1975 : الكرنك
- 1975 : يا رب توبة
- 1975 : الحفيد
- 1974 : فى الصيف لازم نحب
- 1974 : النصابين الخمسة
- 1974 : آنسات وسيدات
- 1974 : الشوارع الخلفية
- 1974 : حبيبتي شقية جداً
- 1974 : أبناء الصمت
- 1974 : الأبرياء
- 1974 : امرأة حائرة
- 1974 : ليالى لن تعود
- 1974 : الأخوة الأعداء
- 1974 : البنات والحب
- 1973 : شروال وميني جوب
- 1973 : مدرسة المشاغبين
- 1973 : السلم الخلفي
- 1973 : الحب والصمت
- 1973 : مدينة الصمت
- 1973 : أشرف خاطئة
- 1973 : شيء من الحب
- 1973 : السكرية
- 1973 : كلمة شرف
- 1973 : الاستعراض الأخير
- 1973 : دمي ودموعي وابتسامتي
- 1973 : المرأة التي غلبت الشيطان
- 1972 : الرغبة والضياع
- 1972 : الخوف
- 1972 : مكان للحب
- 1972 : الحاجز
- 1972 : امتثال
- 1972 : من البيت للمدرسة
- 1972 : صور ممنوعة
- 1972 : زواج بالإكراه
- 1971 : ولد وبنت والشيطان
- 1971 : شباب في عاصفة
- 1971 : بنات في الجامعة
- 1971 : المتعة والعذاب
- 1971 : امرأة لكل الرجال
- 1971 : ثم تشرق الشمس
- 1971 : غدًا يعود الحب
- 1971 : زوجتي والكلب
- 1971 : البيوت أسرار
- 1970 : زوجة لخمسة رجال
- 1970 : أشياء لا تشترى
- 1970 : السراب
- 1970 : المراية

### عقد الستينات
- 1969 : نادية
- 1969 : بئر الحرمان
- 1969 : زوجة بلا رجل
- 1968 : بنت من البنات
- 1968 : قصر الشوق

## المسلسلات
- 2013 : خلف الله
- 2012 : عرفة البحر
- 2011 : الدالي ج3
- 2009 : ما تخافوش
- 2009 : الرحايا حجر القلوب
- 2008 : الدالي ج2
- 2007 : الدالي
- 2006 : حضرة المتهم أبي
- 2004 : عيش أيامك
- 2003 : رجل الأقدار
- 2002 : العطار والسبع بنات
- 2002 : السيرة العاشورية: الحرافيش
- 2001 : عائلة الحاج متولي
- 1999 : الرجل الآخر
- 1997 : هارون الرشيد
- 1996 : لن أعيش في جلباب أبي
- 1994 : عمر بن عبد العزيز
- 1993 : الثعلب
- 1988 : ثمن الخوف
- 1982 : عاشت مرتين
- 1982 : أديب
- 1981 : ولسه بحلم بيوم
- 1979 : طائر الاحلام
- 1977 : مارد الجبل
- 1976 : هروب
- 1975 : ابن الليل
- 1974 : الحواجز الزجاجية
- 1972 : عادات وتقاليد
- 1972 : القاهرة والناس
- 1970 : سيداتي آنساتي
- 1969 : بعد العذاب، الانتقام
- 1967 : ذكريات بعيدة
- 1965 : لا تطفئ الشمس
- 1964 : الاشياء النفيسة

## وصلات خارجية
- نور الشريف على موقع قاعدة بيانات الأفلام العربية
- نور الشريف على موقع IMDb (بالإنجليزية)